# Joseph Wölfl
Joseph Wölfl, także Woelfl, Wölffl (ur. 24 grudnia 1773 w Salzburgu, zm. 21 maja 1812 w Londynie) – austriacki kompozytor i pianista.

## Życiorys
W latach 1783–1786 był chórzystą katedry w Salzburgu, będąc w tym czasie uczniem Leopolda Mozarta i Michaela Haydna. W 1790 roku wyjechał do Wiednia, gdzie nawiązał kontakt z Wolfgangiem Amadeusem Mozartem. Z jego rekomendacji został kapelmistrzem na dworze hrabiego Michała Kazimierza Ogińskiego w Słonimiu (1791) i Warszawie (1792). W Warszawie debiutował w 1792 roku jako pianista, następnie działał jako nauczyciel gry na fortepianie i cieszył się sławą jako wirtuoz. W Warszawie jego uczennicą była Katarzyna Antonina Sowińska z domu Schroeder, późniejsza żona generała Józefa Sowińskiego i przyjaciółka rodziny F. Chopina, której to Woelffl zadedykował pierwszy opus swoich sonat fortepianowych, wydany w Wiedniu w 1795 roku. Po III rozbiorze Polski w 1795 roku wrócił do Wiednia. W 1798 roku poślubił aktorkę Theresę Klemm. Uznawany był za rywala Ludwiga van Beethovena. Odbywał liczne podróże koncertowe, w 1801 roku wyjechał do Paryża, następnie w 1805 roku osiadł w Londynie.

## Twórczość
Był jednym z pionierów wirtuozostwa fortepianowego, jego grę chwalono za łączenie siły z delikatnością. Była jednak krytykowana przez Václava Jana Křtitela Tomáška za brak wyrazu, pozbawiona emocjonalności w większości była tworzona na potrzeby mieszczańskiego rynku amatorskiego. Warunki fizyczne Wölfla, którego rozpiętość dłoni osiągała interwał tercdecymy, pozwalały mu grać z dużą łatwością. Wprowadził liczne innowacje techniczne, w tym rozległe arpeggia czy grę w tercjach i oktawach w obu rękach. Wolne części symfonii i utworów kameralnych Wölfla oraz 1-częściowe utwory fortepianowe stanowią zapowiedź stylu romantycznego. Mimo aspiracji nie odniósł sukcesu jako twórca operowy. Ceniono go za to jako pedagoga, do jego uczniów należał m.in. Cipriani Potter.
Skomponował m.in. 2 symfonie, 7 koncertów fortepianowych, 12 kwartetów smyczkowych, 6 triów fortepianowych, 2 tria na dwa klarnety i fagot, liczne utwory fortepianowe, balety La Surprise de Diane (wyst. Londyn 1805) i Alzire (wyst. Londyn 1807), a także opery: Der Höllenberg (wyst. Wiedeń 1795), Das schöne Milchmädchen, oder der Guckkasten (wyst. Wiedeń 1797), Der Kopf ohne Mann (wyst. Wiedeń 1798), Das trojanische Pferd (wyst. Wiedeń 1797), L’Amour romanesque (wyst. Paryż 1804) i Fernando, ou Les Maures (wyst. Paryż 1805).